# 7 гномов (мультсериал)
7 гномов (англ. The 7D) — американский мультсериал компании Disney Television Animation. Премьера состоялась 7 июля 2014 года на канале Disney XD. Данный сериал является переосмыслением заглавных персонажей знаменитого мультфильма компании Disney «Белоснежка и семь гномов» (1937). Герои предстают в новом обличье, и с ними случаются новые приключения. На данный момент выпущены 2 сезона, в общей сложности 44 серии. Выпуск второго сезона начался 23 января 2016 и завершился 5 ноября 2016 года.

## Сюжет
Действие происходит в стране под названием Приколивуд (англ. Jollywood, отсылка к Голливуду), которой правит королева Грация. Вредные колдуны Хильди Хмур и Грим Хмур хотят захватить власть и вернуть всё на свои места (в серии «Приколивуд-ревю» выясняется, что основатель страны являлся прапрадедушкой Грима). Но, к счастью, они постоянно терпят неудачи, так как на помощь королеве приходят храбрые семь гномов. Если случается беда или Грации нужно дать им поручение, гномы мигом прибывают во дворец под звук волшебного колокола Динь-Дон.

## Персонажи

### Главные герои
- Умник (англ. Doc) — лидер гномов, самый умный и находчивый. Часто делает ловушки и изобретения, помогающие решать задачи. Создал в Приколивуде транспортную систему под названием «небесные вёдра». Чаще всего именно Умник придумывает планы для решения проблем. Иногда, если гномы находят в шахте неизвестный камень, Умник распознает его название и свойство. У него очень вместительная шляпа, оказавшаяся у него по наследству, и она умеет ходить и летать. Лучший друг Скромника.
- Ворчун (англ. Grumpy) — самый ворчливый и пессимистичный из команды. Его раздражает веселость Весельчака, однако без него он может заскучать. Обожает есть (любимое лакомство — козий сыр, но больше всего горгондзола) и имеет козу по имени Жизель. Несмотря на свою ворчливость, отлично ладит с друзьями. Не верит в то, чего не видел своими глазами. Вместо шляпы у него цветочный горшок на голове, и он старается никогда его не снимать, так как под ним у него очень-очень много волос и он боится, что над ним будут смеяться. Самый сильный из гномов.
- Весельчак (англ. Happy) — самый веселый и оптимистичный из Семи Гномов. Пожалуй, он даже слишком игрив: иногда по-весёлому заводится даже во время неприятностей. Обожает играть на гитаре и петь песни, чем часто раздражает Ворчуна; только в одной серии отдал голос и не пел чуть больше суток за тысячу оладий. Сочиняет музыку, часто является ведущим концертов и вручений премий в Приколивуде. Очень гостеприимный и добрый, отлично готовит. В эпизоде "Однажды под лиловой Луной" выясняется, что Весельчак - волк-оборотень, который обращается в зверя, когда Луна краснеет.
- Скромник (англ. Bashful) — самый скромный из Семи Гномов. Прячется лучше всех из семёрки. Влюблен в королеву Грацию и падает в обморок, когда слышит её имя, поэтому называет её просто «королева». Ради неё стал рыцарем и усмирил драконов. Очень пуглив. Носит высокий зелёный колпак, который закрывает ему пол-лица, и приходит в ужас, если колпак снять. Хорошо поет в ду́ше. Лучший друг Умника.
- Соня  (англ. Sleepy) — очень сонный и спокойный гном. Самый незаметный из команды, но однажды спас Приколивуд от вторжения Хмуров в эпизоде «Гном один дома». Имеет любимую мягкую игрушку по имени Мистер Пампусик.
- Чихун (англ. Sneezy) — всегда соплив и постоянно чихает. У него аллергия почти на всё, что только есть. Коллекционирует носовые платки. Также он неоднократно своим чихом забрасывал Ворчуна на дальнее расстояние. У него есть питомец — огнедышащий бесперый острокрылый грифон Сниффи.
- Простачок (англ. Dopey) — единственный из семи гномов, который не пробовал говорить по словам гномов из оригинальной сказки. Общается с помощью свиста, мимики и жестов, и понимает его только Умник. Знает язык животных, помогает им и иногда приводит их в домик, чем его собратья-гномы часто недовольны. Умеет искать след, как собака. Несмотря на отсутствие речи, Простачок очень смышленый и находчивый, но бессовестный. Как говорится в одной из серий, его воспитала коза Жизель.
- Королева Грация (англ. Queen Delightful) — королева Приколивуда. Самая красивая и добрая в стране, но со своими причудами. Живёт во дворце и часто просит помощи у Семи Гномов. С виду глуповата, но на самом деле умна и справедлива. У неё есть попугай по имени Сквайр Клювингтон, который иногда сидит в её короне, и пёсик Сэр Тявколот. Королева обожает есть соленые огурцы, как и её собачка. Имеет хорошую физическую подготовку. Прекрасно поет и играет на органе. Часто организует в городе разные мероприятия.
- Лорд Чопорсон (англ. Lord Starchbottom) — советник Грации. Составляет распорядок дня королевы, распределяет её обязанности. Не любит, когда королева просит помощи у семи гномов, так как часто по случайности они калечат его, а также потому, что он любит помогать ей сам. Немного нервный и предан королеве. Страдает арахнофобией.
- Хильди Хмур (англ. Hildy Gloom) — злая девушка, главная антагонистка и ведьма, живущая в лесу Приколивуда. Считает себя самой красивой в стране, что, впрочем, похоже на правду: Хильди одна из немногих злодеев, кто внешне симпатичен, и очень печётся о своей внешности. Однако она всё же не такая красивая, как королева Грация. Имеет хрустальный шар и хорошо владеет темной магией. Как злодейка Хильди заменила злую королеву (мачеху Белоснежки из одноимённой сказки).
- Грим Хмур (англ. Grim Gloom) — колдун, муж Хильди Хмур. Не очень умён, но с добрым сердцем. Грим всегда поддерживает Хильди, хотя и нередко она обращается с ним жестоко. Безмерно любит её и всегда выполняет её вредоносные поручения. Его прапрадедушка когда-то захватил власть в Приколивуде, но основатели страны (семь Мудрецов) свергли его. Имеет медлительного кабана по имени Персик.

### Второстепенные персонажи
- Волшебное зеркало (англ. Magic Mirror) — зеркало, стоящее во дворце королевы Грации. Говорит только правду и оценивает душевные качества людей, а не внешние. Считает Грацию самой красивой в Приколивуде.
- Сэр Тявколот (англ. Sir Yipsalot) — домашний пёс королевы Грации. Судя по всему, он вест-хайленд-уайт-терьер. Носит золотую корону и иногда спит на подоле платья Грации. Обожает соленые огурцы, как и его хозяйка. Считает королеву матерью и очень любит её.
- Сквайр Клювингтон (англ. Squire Peckington) — личный попугай Грации. Почти всегда сидит у королевы на верху короны.
- Персик (англ. Peaches) — медлительный кабан, питомец Грима. Обычно таскает вещи и повозку Хмуров, но очень-очень медленно.
- Жизель (англ. Gizelle) — молодая, слегка своенравная коза, питомец Ворчуна. Предана хозяину, нередко выручает его в различных ситуациях и часто разделяет его точку зрения. Любит жевать газеты. Если Ворчун крикнет ей: «Обед!», она прибежит, где бы ни была, и сделает всё, чтоб его получить.
- Хрустальный шар (англ. Crystal Ball) — волшебный шар, стоящий в доме Хмуров. Помогает им найти нужное заклинание или камень, знает всё, даёт им нужную информацию. Часто рассказывает анекдоты, чем сильно раздражает Хильди.
- Сназзи Шигги Шазам (англ. Snazzy Shazam) — вредная колдунья, соперница Хильди Хмур с самого детства. Следит за модой и часто выигрывает в конкурсах. По правде говоря, именно Сназзи виновата в дурном характере Хильди (кроме самой Хильди, ставшей злодейкой). Однако сложно сказать, положительный она или отрицательный персонаж. В отличие от Хильди, обычно она не приносит вреда главным героям, но и положительной её трудно назвать.
- Бадди (англ. Buckets) — девочка-призрак, лучшая подруга Грации (дружит с ней с самого детства). Живёт в замке дяди королевы.
- Дядя Хьюмидор (англ. Uncle Humidor) — дядя королевы Грации, путешественник, писатель. Кумир семи гномов. Любит птиц.
- Лорд Зловредисон (англ. Lord Grudgemunger) — злой колдун, далекий предок Грима Хмура. Когда-то он основал Приколивуд, но семь Мудрецов отняли у него власть. Спустя тысячи лет история повторилась, только на этот раз у него отняли власть семь гномов.
- Монстр Ррр (англ. Roar) – был создан Хмурами для захвата Приколивуда. Слыша свист (даже Простачка), он становится злым, а если что-то зазвенит – добрым. В конце он избавляется от этого и его направляют в школу До Ре Ми с монстром ААА.
- Монстр Ааа (англ. Aaa) – был создан семью гномами для монстра Ррр.

## Актёры озвучивания
| Персонаж        | Оригинал              |
| --------------- | --------------------- |
| Умник           | Билл Фармер           |
| Весельчак       | Кевин Майкл Ричардсон |
| Ворчун          | Морис Ламарш          |
| Чихун           | Скотт Менвилль        |
| Соня            | Стивен Стэнтон        |
| Скромник        | Билли Уэст            |
| Простачок       | Ди-Брэдли Бейкер      |
| Королева Грация | Ли-Эллин Бейкер       |
| Лорд Чопорсон   | Пол Рагг              |
| Хильди Хмур     | Келли Осборн          |
| Грим Хмур       | Джесс Харнелл         |

## Эпизоды
|  | 1 | 24 | 7 июля 2014    | 12 сентября 2015 |
|  | 2 | 20 | 23 января 2016 | 5 ноября 2016    |

## Возможное закрытие
25 апреля 2016 года стало известно, что мультфильм планируется завершить в сентябре, 2 сезон должен стать последним. Однако уже вскоре появилась петиция к компании «Дисней», в которой поклонники сериала призывали не заканчивать выпуск серий, которая на данный момент насчитывает больше тысячи подписей.